# Марк Ноній Макрін
Марк Ноній Макрін (лат. Marcus Nonius Macrinus; близько 110 — після 180) — державний і військовий діяч Римської імперії, консул-суффект 154 року.

## Життєпис
Походив з впливового роду Ноніїв з м. Бріксія (сучасна Брешіа). Розпочав кар'єру з очільника міських вігілів (поліцейських) за правління імператора Антоніна Пія. Згодом був одним з децемвірів для судових розглядів по цивільних справах. Після цього обіймав посади військового трибуна латіклавія (другий командувач після легата) XVI Флавієва легіона, квестора. У 138 році він став сенатором. Після цього призначено легатом імператора у провінції, був народним трибуном, претором, куратором течії Тибра, очолював XIII Парний легіон в Карнутумі (Паннонія).
У 154 році став консулом-суффектом разом із Пріфернієм Петом. Незабаром став членом колегії квіндецемвирів. Як імператорський легат-пропретор з 159 року керував провінціями Верхня та Нижня Паннонія. 161 року увійшов до складу жрецької колегії Антонінів (содал Антонініан Веріан). Був учасником Маркоманських війн у 166–167 та 175–180 роках. Став одним з найближчим друзів та радників імператора Марка Аврелія.
З 170 до 171 року як проконсул керував провінцією Азією. За його гарне ставлення до населення та відродження провінції після численних лих отримав титул «Рятівника», а громада м. Ефес поставила Нонію статую. З 171 до 175 року керував провінцією Бетика.
Поховано на виїзді з Риму, на Фламінієвій дорозі, неподалік від Тибру. Його син звів на честь батька мавзолей.
Був прототипом головного героя фільму "Гладіатор".

## Сім'я
Дружина — Аррія Цезенія Павліна, донька Луція Цезенія Антоніна, консула-суффекта 128 року
Діти:
- Марк Ноній Аррій Муціан Манлій Карбон